# テイク・イット・アウェイ
「テイク・イット・アウェイ」（Take It Away）は、1982年にポール・マッカートニーが発表した楽曲、及び同曲を収録したシングル。ビルボード誌では、1982年8月21日に、週間ランキング最高位の第10位を獲得。ビルボード誌1982年年間ランキングは第62位。キャッシュボックス誌では、8月28日、9月4日付けで最高位6位を獲得し、年間ランキングでは第45位を記録した。

## 解説
ポール・マッカートニーのアルバム『タッグ・オブ・ウォー』からのシングル・カット。元々はリンゴ・スターに提供するために作った曲であるが、結局提供はされずに自分で歌っている。
リンゴとスティーヴ・ガッドによるツイン・ドラム、ジョージ・マーティンのエレクトリック・ピアノがフィーチャーされており、バック・コーラスにはエリック・スチュワートが参加。この4人は同曲のミュージック・ビデオにも出演。
ベスト・アルバム『夢の翼〜ヒッツ&ヒストリー〜』に収録されている。
B面曲「アイル・ギヴ・ユー・ア・リング」(I'll Give You A Ring)は、アルバム未収録曲で、ポールが10代の頃に作った曲。12インチ・シングルは、『タッグ・オブ・ウォー』収録曲「ドレス・ミー・アップ・アズ・ア・ラバー」(Dress Me Up As A Robber)を追加した3曲入りで、日本では12インチ・シングルのみ東芝EMIから発売された（レコード番号：EPS-10004）。
このシングルバージョンは長く「夢の翼」にしか収録されなかったが2015年に「タッグ・オブ・ウォー」がアーカイブシリーズでリマスターした時に両面ともアルバム初収録となった。